# Aaliyah
Aaliyah Dana Haughton (artistnamn Aaliyah, uttal; ah-lee-yah), född 16 januari 1979 i Brooklyn i New York, död 25 augusti 2001 i Marsh Harbour på Abaco i Bahamas, var en amerikansk sångare, skådespelare och modell. Hon föddes i Brooklyn i New York, men växte upp i Detroit i Michigan. Som barn var hon med i TV-showen Star Search och uppträdde tillsammans med Gladys Knight. Som tolvåring skrev hon kontrakt med Jive Records och Blackground Records tack vare sin farbror Barry Hankerson. Han presenterade henne för R. Kelly som blev såväl hennes mentor som låtskrivare och producent på hennes debutalbum Age Ain't Nothing but a Number. Albumet sålde tre miljoner exemplar i USA och blev certifierad dubbel platina av Recording Industry Association of America (RIAA). Efter anklagelser om ett olagligt äktenskap med Kelly avbröt Aaliyah sitt kontrakt med Jive och skrev på för Atlantic Records.
Aaliyah jobbade tillsammans med producenterna Timbaland och Missy Elliott på sitt andra album, One in a Million, som sålde 3,7 miljoner exemplar i USA och över åtta miljoner exemplar över hela världen. År 2000 var Aaliyah med i sin första stora film, Romeo Must Die. Hon bidrog till filmens soundtrack, vilket bland annat gav singeln "Try Again". Låten toppade Billboard Hot 100 och även gav Aaliyah en nominering till Grammy Award för bästa kvinnliga R&B-sångare.
Efter Romeo Must Die var Aaliyah med i filmen Queen of the Damned. Hon släppte sitt tredje och sista album, Aaliyah 2001. Den 25 augusti 2001 omkom Aaliyah och åtta andra personer i en flygplanskrasch på Bahamas efter att ha gjort en musikvideo till singeln "Rock the Boat". Piloten, Luis Morales III, saknade flyglicens vid tidpunkten för olyckan och visade sig ha spår av narkotika och alkohol i kroppen. Aaliyahs familj stämde senare Blackhawk International Airways, och en uppgörelse nåddes utanför domstolen mellan parterna. Efter Aaliyahs bortgång har hennes musik fortsatt att uppnå kommersiell framgång med flera nya utgåvor. Med en albumförsäljning som är uppskattad till mellan 24 och 32 miljoner exemplar över hela världen har Aaliyah fått smeknamnet "Princess of R&B". Tillsammans med de jämngamla sångerskorna Brandy och Monica anses hon ha satt en ny agenda för R&B-genren under början av 90-talet med sin ungdom och innovativa musik.

## Liv och karriär

### 1979–1990: Tidiga år
Aaliyah Dana Haughton föddes den 16 januari 1979 i Brooklyn, New York. Hon var den andra och yngsta dottern till Diane och Michael Haughton, som var av afroamerikansk härkomst; till viss del hade hon även påbrå från USA:s ursprungsbefolkning. Tack vare sin mor började Aaliyah vid ung ålder ta sånglektioner, vilket senare ledde till att hon började uppträda på bröllop och välgörenhetshändelser samt sjunga i en kyrkokör. När hon var fem år flyttade hennes familj till Detroit, Michigan, där hon växte upp tillsammans med sin bror Rashad. Hon gick på den katolska skolan "Gesu Elementary", där hon fick en roll i teaterpjäsen Annie i första klass. Från och med då var hon fast besluten att bli artist. Aaliyahs mamma var sångerska och hennes farbror Barry Hankerson är en jurist som har varit gift med Gladys Knight. Som barn reste Aaliyah med Knight och arbetade med en agent i New York för audition till reklamfilmer och TV-program, bland annat Räkna med bråk, där hon var med i Star Search som nioåring. Hon var senare på audition hos flera olika skivbolag och uppträdde på konserter tillsammans med Knight som elvaåring.

### 1991–1995:Age Ain't Nothing but a Number
Efter att Hankerson skrivit på ett distributionsavtal med Jive Records fick han Aaliyah att som tolvåring skriva på för hans skivbolag Blackground Records. Hankerson presenterade henne senare för artisten och producenten R. Kelly, som blev Aaliyahs mentor såväl som låtskrivare och producent av det album hon spelade in som fjortonåring. Albumet som släpptes i juni 1994, fick som bäst placering 18 på Billboard 200 och såldes i mer än tre miljoner exemplar i USA. Aaliyahs debutsingel "Back & Forth", toppade Billboard Hot R&B/Hip-Hop Songs i tre veckor och blev certifierad som guldskiva av RIAA. Hennes andra singel som var en cover av The Isley Brothers sång "At Your Best (You Are Love)", fick som bäst placering 6 på Billboard Hot 100 och blev även certifierad Guld av RIAA. Sången "Age Ain't Nothing But a Number", fick som högst placeringen 75 på Hot 100. Dessutom släppte hon "The Thing I Like" som var en del av soundtracket till filmen A Low Down Dirty Shame.
När albumet Age Ain't Nothing but a Number släpptes började rykten cirkulera om ett förhållande mellan Aaliyah och Kelly. Strax efter det kom spekulationer om ett hemligt äktenskap under tiden "Age Ain't Nothing but a Number" lanserades, på grund av det brådmogna innehåll som Kelly hade skrivit till Aaliyah. Tidningen Vibe hävdade senare med hjälp av ett vigselbevis att paret skulle ha gift sig redan den 31 augusti 1994 i Sheraton Gateway Suites i Rosemont, Illinois. Aaliyah, som då endast var 15 år, var skriven som 18-åring på certifikatet och det illegala äktenskapet ogiltigförklarades i februari 1995 av hennes föräldrar. Paret fortsatte att förneka att de varit gifta.

### 1996–1999:One in a Million
1996 lämnade Aaliyah Jive Records och skrev på för Atlantic Records. Där jobbade hon med producenterna Timbaland och Missy Elliott som hjälpte henne med hennes andra studioalbum One in a Million. Albumet innehöll singeln "If Your Girl Only Knew" som toppade Billboard Hot R&B/Hip-Hop Songs i två veckor. Även singlarna "Hot Like Fire" och "4 Page Letter" fanns med på albumet. Året därpå var Aaliyah med på Timbaland & Magoos debutsingel "Up Jumps da Boogie". One in a Million blev som bäst nummer 18 på Billboard 200, men sålde över 3,7 miljoner exemplar i USA och över åtta miljoner exemplar över hela världen.
Aaliyah gick på Detroit School of Arts, där hennes huvudämne var drama och där hon gick ut 1997 med betyget 4,0. Aaliyah började sin skådespelarkarriär samma år, när hon spelade sig själv i TV-serien New York Undercover. Under denna tid deltog Aaliyah i Children's Benefit Concert, som är en välgörenhetskonsert som tog plats i Beacon Theatre i New York. Hon var med i soundtracket till filmen Anastasia, där hon gjorde en cover av "Journey to the Past" som gav låtskrivarna Lynn Ahrens och Stephen Flaherty en nominering till en Oscar för bästa sång. Aaliyah sjöng den sången på Oscarsgalan 1998 och blev då den yngsta person som någonsin uppträtt på Oscarsgalan.

### 2000–2001:Romeo Must Dieoch ett självbetitlat album
År 2000 fick Aaliyah sin första stora roll i filmen Romeo Must Die, en lätt bearbetning av William Shakespeares Romeo och Julia i vilken Aaliyah spelar mot Jet Li; de är ett par som förälskar sig i varandra trots att deras familjer som strider mot varandra. Filmens drog den första helgen in 18,6 miljoner dollar. Utöver skådespeleriet var Aaliyah exekutiv producent för filmens soundtrack, där hon bidrog med fyra sånger. "Try Again" släpptes som singel från soundtracket och toppade Billboard Hot 100, vilket gjorde att Aaliyah blev den första artisten att toppa låtlistan baserat enbart på airplay, vilket gjorde att singeln även släpptes som 12" vinyl och 7" singel. Musikvideon vann pris som Bästa kvinnliga video och Bästa video från en film på MTV Video Music Awards 2000. Det gav henne även en Grammy Award-nominering för Bästa kvinnliga R&B-sångare. Soundtracket sålde 1,5 miljoner exemplar i USA.
Efter att ha klarat av Romeo Must Die började Aaliyah jobba med sin andra film, De fördömdas drottning. Hon spelade rollen som en gammal vampyr, Queen Akasha, som hon beskrev som en "manipulativ, galen, sexuell varelse". Hon var planerad att vara med i uppföljaren av The Matrix som karaktären "Zee". Aaliyah släppte senare sitt självbetitlade album, Aaliyah i juli 2001. Främst producerad av Timbaland, debuterade albumet som nummer två på Billboard 200 och sålde 187 000 exemplar den första veckan. Albumets första singel, "We Need a Resolution" fick som högst placering 59 på Billboard Hot 100.

#### Flyghaveriet, dödsorsak och rättegång

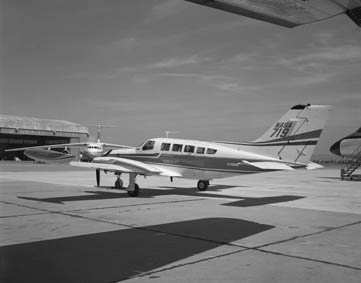
Ett Cessna 402B-plan, liknande det Aaliyah omkom i.

Den 25 augusti 2001 klockan 06:45 (EST) omkom Aaliyah och flera av skivbolagets anställda när en tvåmotorig Cessna 402B (N8097W) havererade. Planet startade i Marsh Harbour, Abaco, Bahamas och skulle till flygplatsen i Opa-locka, Florida, efter att de avslutat inspelningen av musikvideon till "Rock the Boat". Flygningen var egentligen planerad till följande dag, men sedan man blivit klar med filmningen tidigt var Aaliyah och hennes följe angelägna att få återvända till USA. De fattade beslutet att lämna Bahamas omedelbart. Trots att bagagehanteraren och piloten bad dem att inte ta med allt bagage gjorde de det, och all utrustning från filmningen lastades på planet. Gruppen var omedveten om att planet, en Cessna 402, inte var gjort för klara av att ta med all utrustning, trots att flygplansmodellen liknade den Cessna 404 de flugit dit med. Därför överskreds standardvikten och balanstoleransgränsen för flygplanet. Flygolyckan inträffade strax efter starten, cirka 60 meter från startbanan. Aaliyah, piloten Luis Morales III, hårstylisten Eric Forman, Anthony Dodd, säkerhetsvakten Scott Gallin, videoproducenten Douglas Kratz, stylisten Christopher Maldonado och Blackground Records-arbetarna Keith Wallace och Gina Smith omkom vid haveriet.
Enligt resultaten från en rättslig undersökning som genomfördes på rättsläkarens kontor i Bahamas dog Aaliyah av "svåra brännskador och ett slag mot huvudet". Dessutom fick hon kraftiga stötar och hon hade redan före olyckan ett svagt hjärta. Rättsläkarens teori var att även om Aaliyah hade överlevt haveriet, skulle ett tillfrisknande ha varit praktiskt taget omöjligt med tanke på hennes allvarliga skador. I National Transportation Safety Boards (NTSB) rapport anges det att "flygplanet sågs lyfta från banan, varefter framdelen åkte nedåt, och havererade i ett träsk söder om bana 27." Kommissionen uppgav också att föraren inte var godkänd som pilot för det plan han flög. Morales fick felaktigt sin licens av Federal Aviation Administration (FAA) genom att visa papper på att han hade över 100 flygtimmar trots att detta inte var korrekt. Han förfalskade även det antal timmar han hade flugit för sin arbetsgivare, Blackhawk International Airways. Senare, efter en obduktion av Morales kropp, konstaterades spår av narkotika och alkohol i hans blod. Ytterligare undersökningar visade att planet var lastat över sin tillåtna totalvikt med cirka 318 kg och med en passagerare mer än tillåtet. John Frank, medlem i Cessna Pilots Association, konstaterade att planet "absolut var överlastat". NTSB rapporterade att planets tillåtna totalvikt "överskridits betydligt".

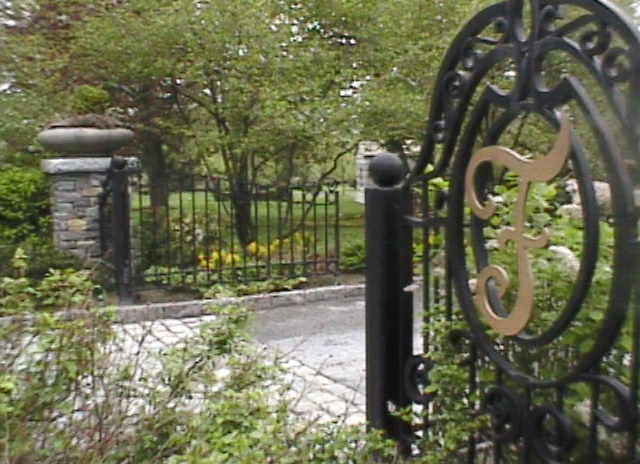
Ingången till Ferncliff Cemetery, där Aaliyah ligger begravd.

Aaliyahs begravning hölls den 31 augusti 2001 i Saint Ignatius Loyola Church i New York. Hennes kropp låg i en silverkista som låg i en hästdragen vagn. Uppskattningsvis 800 sörjande var närvarande vid begravningen. Bland de närvarande vid den privata ceremonin fanns Missy Elliott, Timbaland, Gladys Knight, Lil' Kim och Sean Combs. Efter begravningen släpptes 22 vita duvor loss för att symbolisera de 22 år Aaliyah levt. Hon begravdes på Ferncliff Cemetery.
Dagen för olyckan var Morales första officiella dag med Blackhawk International Airways. Dessutom var Morales inte registrerad hos FAA för att flyga för Blackhawk. Som en följd av olyckan lämnade Aaliyahs föräldrar in en stämningsansökan som senare avgjordes i domstol. Barry & Sons, Inc., ett företag som grundades 1992 för att utveckla och främja Aaliyah genom att övervaka produktionen och distribution av hennes skivor och musikvideor, väckte en misslyckad talan i New Yorks högsta domstol mot Instinct Productions LLC, det företag som anlitades i augusti 2001 för att producera musikvideon för "Rock the Boat". Ärendet avskrevs på grund av att delstaten New Yorks lagstiftning endast medger rätt för vissa personer till skadeståndsersättning för "olovlig död".

### 2001–2005: Efter Aaliyahs död
Veckan efter att Aaliyah avlidit steg hennes tredje studioalbum, Aaliyah, från nittonde plats till första plats på Billboard 200. Även singeln "Rock the Boat" släpptes efter hennes död. Musikvideon visades på Black Entertainment Televisions Access Granted, och blev programmets mest sedda och högst rankade avsnitt. Sången nådde som högst placeringen 14 på Billboard Hot 100 och nummer 2 på Billboard Hot R&B/Hip-Hop Songs. Sången fanns även med i samlingsalbumet Now That's What I Call Music! 8, där en del av albumets vinst skänktes till Aaliyahs minnesfond. Ytterligare två singlar släpptes senare, "More Than a Woman" och "I Care 4 U", och båda fick en topp 25-placering på Billboard Hot 100. Albumet blev certifierat dubbelt platinaalbum av RIAA och sålde 2,6 miljoner exemplar i USA.
Hon vann två priser på American Music Awards 2002, Favorite Female R&B Artist och Favorite R&B/Soul Album. Den andra och sista filmen som hon medverkade i, Queen of the Damned, släpptes i februari 2002. Innan filmen släpptes dubbade Aaliyahs bror Rashad några av hennes repliker. Filmens inkomst den första helgen var 15,2 miljoner dollar. På den första årsdagen av Aaliyahs död hölls en ljusvaka på Times Square, där miljontals fans höll en tyst minut. I hela USA spelade radiostationer Aaliyahs musik till hennes minne. I december 2002, släpptes en samling tidigare outgivet material som Aaliyahs första album efter hennes död, I Care 4 U. En del av intäkterna skänktes till Aaliyah Memorial Fund och gick till ett program som gynnar Revlon UCLA Women Cancer Research Program och Harlem's Sloan Kettering Cancer Center. Albumet debuterade som nummer tre på Billboard 200 och sålde 280 000 exemplar den första veckan. Albumets huvudsingel, "Miss You", nådde som bäst en tredje placering på Billboard Hot 100 och toppade Hot R&B/Hip-Hop Songs. I augusti följande år donerade klädförsäljarföretaget Christian Dior vinster från sin försäljning för att hedra Aaliyah.
Aaliyah skulle ha medverkat i flera planerade filmer, däribland Honey (rollen gick istället till Jessica Alba). Some Kind of Blue och en Whitney Houston-producerad nyinspelning av filmen Sparkle från 1976 ställdes in på grund av Aaliyahs död. Före sin död hade Aaliyah filmat en del av sin roll i The Matrix Reloaded och var planerad att vara med i The Matrix Revolutions som Zee. Rollen övertogs senare av Nona Gaye. Aaliyahs scener var senare med i hyllningsdelen av serien Matrix Ultimate Collection. 2005 släpptes Aaliyahs andra samlingsalbum, Ultimate Aaliyah i Storbritannien av Blackground Records. Ultimate Aaliyah är en samling med tre skivor, innehållande en greatest hits-CD och en DVD. Andy Kellman från Allmusic ansåg att "Ultimate Aaliyah väl motsvarar den förkortade karriär som en enorm talang som Aaliyah hade och att hon drog nytta av några av de bästa låtskrivarna och produktionsarbetarna som Timbaland, Missy Elliott och R. Kelly."

## Musikstil och image
Aaliyah hade en sopranröst. Vid releasen av hennes debutsingel, "Back & Forth", uttryckte Dimitri Ehrlich vid Entertainment Weekly att Aaliyahs "mjuka sång är snabbare än den självutnämnda drottningen av hip-hop soul, Mary J. Blige." Aaliyah själv beskrev sitt sound som "street but sweet" (gatustil men sött) med sin "lätta" sång och "aggressiva" tempo. Trots att Aaliyah inte skrev några låttexter själv beskrevs de som mycket djupa. Hon blandade R&B, pop och hiphop i sin musik. Låtarna var ofta i upptempo och i melankoli med innehåll som kretsade kring "saker nära hjärtat". Hennes låtar har sagts ha "fräsch produktion" och "staccato-arrangemang" som "tänjde på genrens gränser" samtidigt som den fortfarande behöll tillräckligt med "old-school" soul. Allteftersom sångerskans karriär fortskred kände kritiker att Aaliyah mognade och beskrev hennes utveckling som "en deklaration av styrka och frihet". Stephen Thomas Erlewine vid Allmusic beskrev hennes självbetitlade studioalbum Aaliyah som "ett uttryck för mognad och ett beundransvärt artistiskt kliv framåt" och hyllade det som den starkaste urban soul-inspelningen för sin tid. Hon porträtterade "okända sound, stilar och känslor" men lyckades ändå göra kritikerna nöjda genom det samtida soundet hos inspelningarna. Ernest Hardy på Rolling Stone ansåg att Aaliyah hade en starkare teknik och levererade sina bästa sångprestationer. Andra kände att hon var "tillfredsställande snarare än enastående" och uttryckte att hon lutade mera åt det moderna R&B-hållet.

## Diskografi
| Studioalbum - 1994: Age Ain't Nothing but a Number - 1996: One in a Million - 2001: Aaliyah | Samlingsalbum - 2002: I Care 4 U - 2005: Ultimate Aaliyah |

## Filmografi
| År         | Titel                  | Roll                      | Noteringar                       |
| ---------- | ---------------------- | ------------------------- | -------------------------------- |
| 1995; 1997 | All that               | Som sig själv; gästartist |                                  |
| 1997       | New York Undercover    | Som sig själv             | "Fade Out" (säsong 3, episod 65) |
| 2000       | Romeo Must Die         | Trish O'Day               |                                  |
| 2001       | MTV Diary: Aaliyah     | Som sig själv             |                                  |
| 2002       | De fördömdas drottning | Queen Akasha              |                                  |